# Minùs
Minùs (Minoes) è un romanzo per ragazzi del 1970 della scrittrice olandese Annie M. G. Schmidt.
Nel 2001 è stato distribuito l'adattamento cinematografico Minouche la gatta diretto da Vincent Bal.

## Trama
Minùs, una gatta di Killendoorn (immaginaria città dei Paesi Bassi), si trasforma in una giovane donna dopo aver ingerito alcuni prodotti chimici. Nonostante ora abbia un aspetto completamente umano e cammini sulle gambe, fa ancora le fusa, graffia e struscia la testa. Può anche parlare con gli altri gatti, e continua a considerarsi come una di loro a dispetto delle sue nuove sembianze.
Minùs conosce il giornalista Tibbe, che rischia di perdere il lavoro perché troppo timido per condurre interviste e che ha un'ultima possibilità per tirare fuori una notizia seria. Minùs, in cambio di vitto e alloggio, aiuta Tibbe a scovare notizie interessanti attraverso la sua personalissima «agenzia di stampa felina», mantenendo i contatti con i gatti della scuola, della fabbrica di profumi e del municipio. Di conseguenza, Tibbe riesce a mantenere il suo lavoro e, tra le altre cose, scrive un pezzo sull'imminente anniversario del signor Smit, che festeggia i 25 anni come preside della scuola elementare della città, evento di cui nessuno si era ricordato; viene quindi organizzato un ricevimento  in suo onore. Il gatto della fabbrica di profumi dice a Minùs che la struttura sarà presto ampliata, quindi Tibbe inserisce la notizia nel giornale, il Corriere di Killendoorn. Uno degli impiegati della fabbrica, Willem, aiuto cuoco della mensa, è stato licenziato per essere arrivato sempre in ritardo, ma poco dopo viene reintegrato dal direttore della fabbrica, il signor Ellemeet, per ragioni sconosciute.
Il signor Smit, che come Tibbe è un grande amante dei gatti, crea l’Associazione amici degli animali e nomina come presidente il signor Ellemeet, persona con un'ottima reputazione che è già membro di numerose associazioni e comitati. Però Tibbe scopre da Minùs che è lo stesso Ellemeet che ha malmenato la gatta randagia Pussi la Pulciosa, diventata nuovamente madre da poco, e, cosa ancora più grave, è stato sempre lui quello che ha investito con la macchina il banco del venditore delle aringhe, mentre tutti erano in casa a pranzare: l'unico testimone oculare è Willem, che Ellemeet ha riassunto a condizione di tenere la bocca chiusa. Ellemeet ne parla segretamente con sua moglie durante la cena, ma il gatto del ristorante lo sente e lo riferisce a Minùs, che a sua volta ne parla con Tibbe: sul quotidiano appare quindi un rapporto sulle vere circostanze dell'incidente, dove Tibbe aggiunge anche che Ellemeet ha gettato la nidiata di Pussi in un sacco della spazzatura. Il padrone di casa di Tibbe, Van Dam, aveva trovato i gattini per caso e li aveva consegnati a Ellemeet in buona fede.
Tibbe non è creduto da nessuno ed è accusato di calunnia, viene licenziato e perfino sfrattato. Tuttavia, durante una conferenza sui gatti tenuta dal signor Smit all'Hotel Metropol, improvvisamente vengono proiettate delle fotografie che mostrano Ellemeet sparare ai gatti nel suo giardino con un fucile maltrattare molti altri gatti, incluso quello del signor Smit. Le immagini sono state realizzate di nascosto da Bibi, una bambina del quartiere, la quale, scoperta da Ellemeet a riprendere le sue azioni, era stata da lui strattonata e sculacciata, come si vede chiaramente sempre dalle immagini. Adesso tutti sono indignati e cresce la consapevolezza dell'opinione pubblica che ciò che Tibbe ha scritto sul giornale è vero. Ellemeet ha quindi perso la sua buona reputazione per sempre. Tibbe può continuare ad alloggiare nella soffitta e viene riassunto al giornale, inoltre si è lasciato alle spalle la timidezza che lo bloccava.
Tibbe capisce che il liquido ingerito da Minùs che l'ha trasformata in un'umana proviene da un bidone abbandonato di un Istituto di Ricerche Biochimiche. Minùs ora deve decidere se vuole rimanere umana per il resto della sua vita o tornare alla sua vecchia vita da gatto. All'inizio sceglie la seconda, così sua sorella cattura un raro tordo da farle mangiare, perché ha saputo che «i tordi di bosco si nutrono di certe erbe medicinali che guariscono ogni male possibile». All'ultimo momento, tuttavia, Minùs cambia di nuovo idea, così colpisce al muso la sorella e libera il tordo, che immediatamente vola via. Tornata da Tibbe, Minùs dichiara che preferisce rimanere umana, anche se qualche comportamento felino le rimarrà. Minùs decide allora di iniziare a lavorare come segretaria di Tibbe, col quale si prospetta una relazione romantica.

## Riconoscimenti
- 1971 – Zilveren Griffel[1][2]

## Edizioni italiane
- Annie M. G. Schmidt, Minùs, traduzione di Anna Patrucco Becchi, Feltrinelli, 10 ottobre 2011,  p. 176, ISBN 978-88-07-92178-0.
- Annie M. G. Schmidt, Minùs. La gatta che scese dal tetto, traduzione di Anna Patrucco Becchi, Feltrinelli, 14 gennaio 2021,  p. 192, ISBN 978-88-07-89455-8.